# プロヴァンスの休日
『プロヴァンスの休日』（原題・仏語: Avis de mistral）は、ローズ・ボッシュ脚本監督の2014年のフランスの映画。

## 概要
日本の映画館では、しばらく未公開であったが新宿シネマカリテの特集企画「カリコレ2016／カリテ・ファンタスティック！シネマコレクション2016」（2016年7月16日 - 8月19日）で劇場公開となった。
撮影地はプロヴァンス＝アルプ＝コート・ダジュール地域圏のアルピーユ山麓であるレパルドノヴ市およびブーシュデュローヌ県。
テオ役のルーカス・ペリシエは本物の聴覚障害者。

## ストーリー
兄妹弟の三人はシングルマザーの家庭に育ち、夏季休暇を疎遠な祖父母宅のある田舎のプロヴァンス地方で過ごすことになる。
祖母がパリの自宅に三人を迎えに来ている場面から始まる。求職中の母親はカナダのモントリオールでインターンシップを受けることとなり、長男アドリアン、長女レア、聴覚障害のある次男テオは、会ったことのない祖父ポールのもとプロヴァンスで7月から8月の二ヶ月の休暇を過ごしにやって来る。三人の母親であるエミリーは実家から家出し17年間疎遠。祖母のアイリーンはポールに告げずに、孫を受け入れる算段をつけていた。ポールは皮肉ばかりで早くも障壁が生じる。

## キャスト
マグレー家
- ポール・マグレ（ジャン・レノ）：祖父
- イレーネが三兄弟を預かる事を言わずにつれてきたため、エミリーの事も有り…彼は三兄弟に対しては当初、塩対応であった。
- その後、テオ、アドリアン、レアの順に関係は改善された。
- イレーネ・マグレ（アンナ・ガリエナ）：祖母
- エミリー親子とポールのかすがい的存在。アドリアン・レアとポールの衝突に対して、板挟みになっていた。
- ポールとはポールの弟がきっかけとなり知り合い、ポール弟の死で男女の関係となり、旅を通じて結婚。
- ゴア：マグレー家の飼い犬

エミリー家
- アドリアン（ヒューゴ・デシュー）長男、17歳
- 現代っ子でパソコンやスマホを使い、地元のマガリやモモ、ソフィアンたちと早速ナンパする。
- だが、レアを心配するポールによるレア探しに協力、レアのスマホにつけたGPSで居場所を突き止める。
- レア（クロエ・ジュアネ）長女、15歳
- ワイルドかつアウトロー臭のするチアゴに魅かれて、親しくなる。
- 彼女を心配するポールに反発してチアゴと蒸発するが、チアゴとは別れて再びポールたちと一緒に暮らす。
- テオ（ルーカス・ペリシエ）次男
- 一家の次男で末っ子、三兄弟の中では最初にポールと仲良くなる。
- ポールにレアとチアゴのことを最初に伝えたのも彼。
- エミリー（ラファエル・アゴゲ）母
- 高校の農学部まで進学して、いずれは農家をつぐと思われたがジャンと出会って駆け落ちして、それ以来ポールとは口をきいていなかった。
- ジャンと離婚後、カナダに出張があるため子供たちをイレーネに任せる。その後、故郷に帰り、ポールと和解する。
- ジャン・ピエール・ロリット：父（エミリーとは離婚）
- エミリーとは駆け落ちして三兄弟ができるまでになったが、テオの出生後は夫婦関係が冷え切ってしまい、離婚。現在はエミリー・三兄弟とは別に暮らしている。

プロヴァンスの人々
- チアゴ（トム・リーブ）ピザ屋で闘牛士だが、何かと謎の多い男。
- ある事をきっかけにレアと別れて単独で引っ越す。
- マガリ（アウレ・アティカ）村の美人。アイス売りで、チアゴの姉。
- アドリアンと仲良くなり、バカンス終了直前に「また戻ってきて」と告げる。だが、アドリアンはパリに戻らず別れることはなかった。
- ジャン・ミ（ジャン・ミッシェル・ノワレ）
- シャッソン博士（ロドルフ・ソルニエ）
- 郵便配達（パトリック・コテ・モワンヌ）
- フラメンコダンサー（ローラ・イングリッド・ル・ロック）
- ミシェル・ドラッカー（ミシェル・ドラッカー 本人）
- マランゴーニ大尉（ファビアン・バイアルディ）
- モモ（ローラン・フェルナンデス）
- ソフィアン（ウサマ・アバッサ）
- ケヴィン（ヨリス・ザピアイン）
- マシュー(アンディ・ロバート)

ポールの古い仲間
- フランク（フランク・クルーゼ）バンダナ髭男
- ローレット（シャルロット・デ・テュルクハイム）デブ女
- チャン　長い髭男。ローレットの内縁の夫
- エリー（ユーグ・オーフレイ）ギターの白髪男
- アドリアンのSNSがきっかけで、ポール夫婦と再会。レアの蒸発に対して、捜索を協力する。

観光客
- ソーニャ(ヘドヴィグ・マルクレン)スウェーデン人・女性モデル？
- イングリッド(アーニャ・ステンバーグ)スウェーデン人・女性モデル？
- イギリス女性１（ジェレミー・マーサー）
- イギリス人女性2